# Larus schistisagus
Il gabbiano dorsoardesia (Larus schistisagus, Stejneger 1884) è un uccello della famiglia dei Laridi.

## Sistematica
Larus schistisagus ha due sottospecie:
- L. schistisagus ochotensis
- L. schistisagus schistisagus

## Distribuzione e habitat
Questo gabbiano vive nel Nord America nord-occidentale (Canada e Stati Uniti) e nell'Asia orientale (Russia, Cina, Giappone, Corea del Nord e Corea del Sud).

## Galleria d'immagini

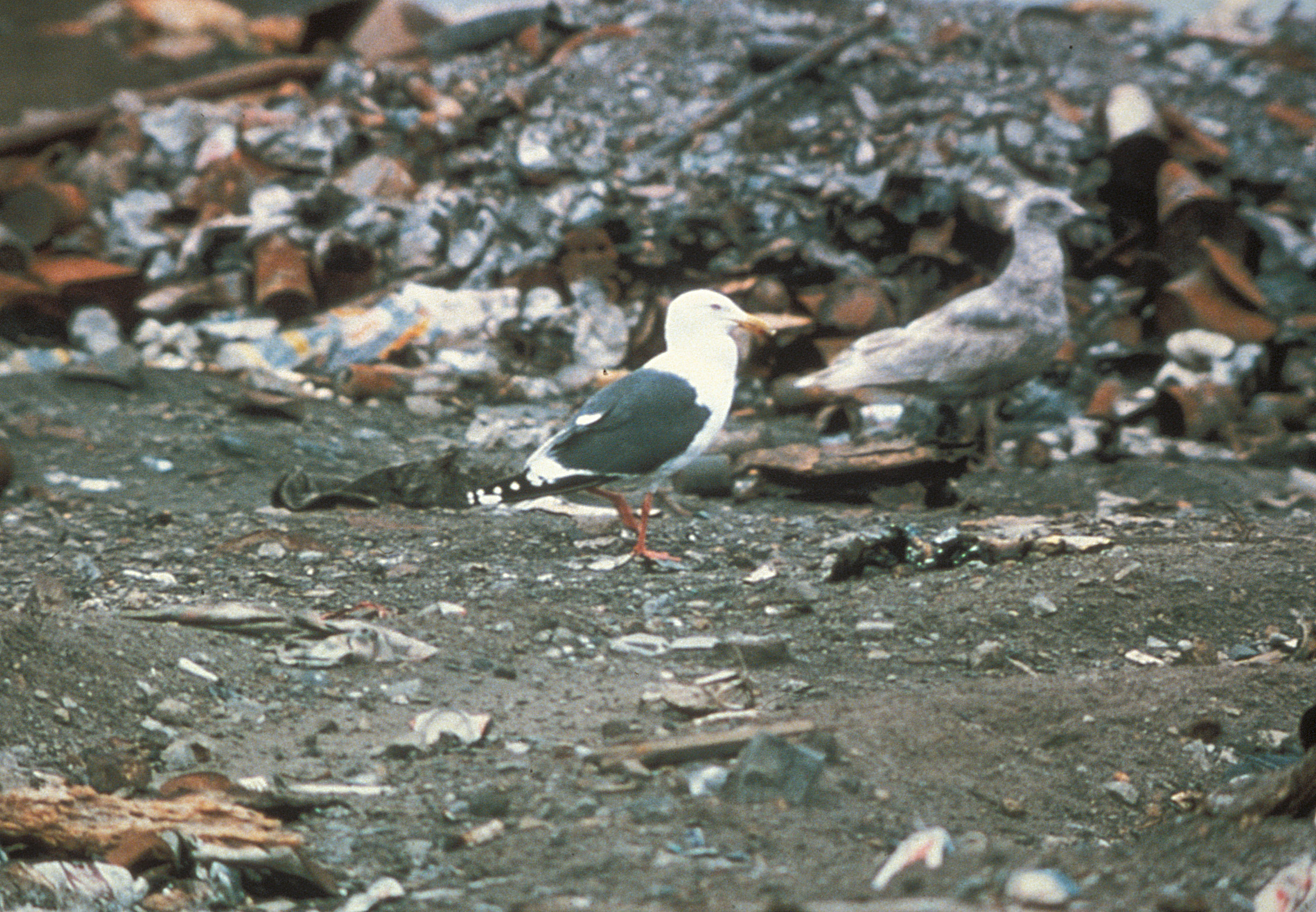
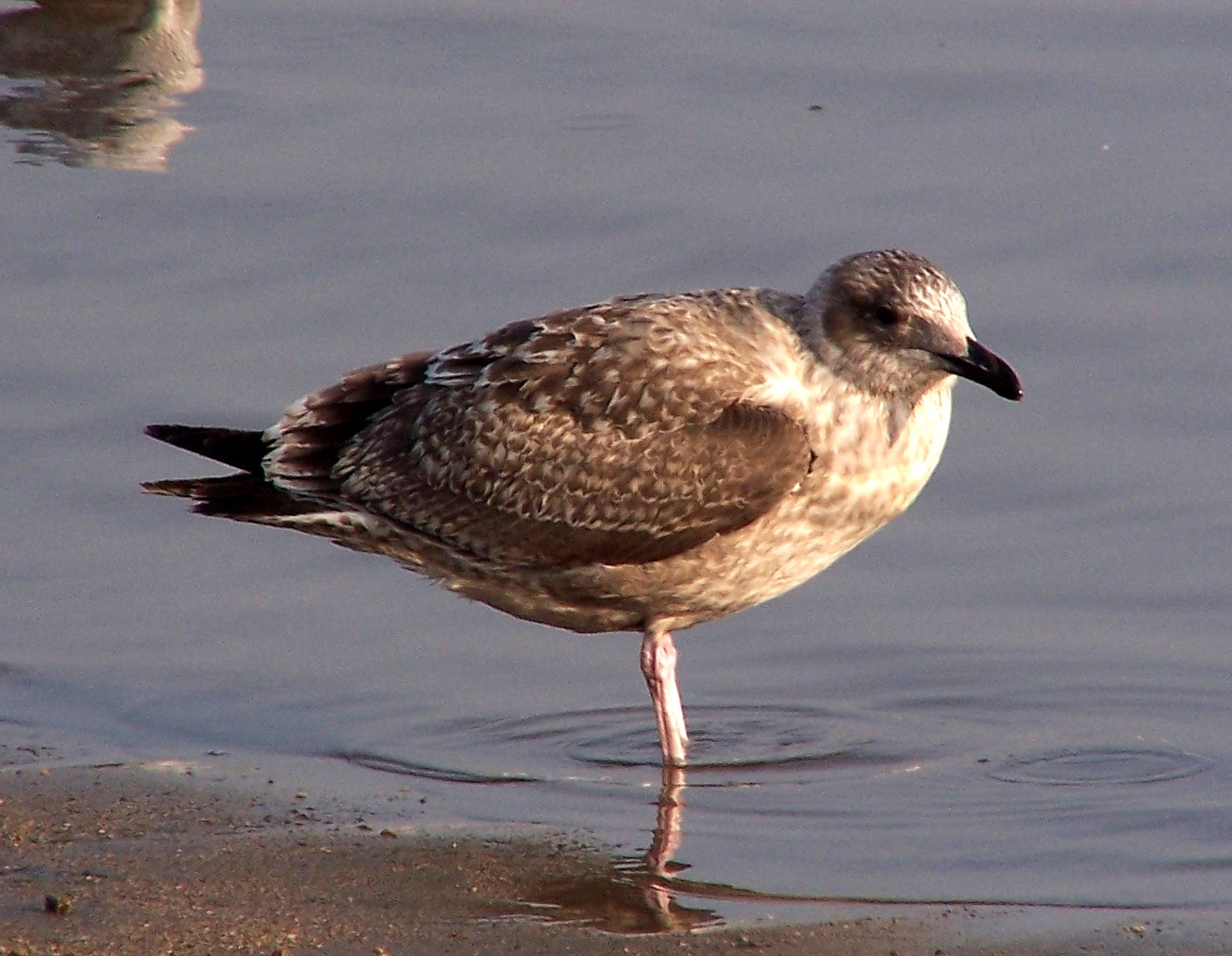
Giovane di L. schistisagus